# Anthos quadrilobus
Anthos quadrilobus is een raderdiertjessoort uit de familie Flosculariidae. De wetenschappelijke naam van deze soort is voor het eerst geldig gepubliceerd in 1868 door Schoch.